# Rio Aguestafa
O Aguestafa (em armênio/arménio:  Աղստև, Alsteve; em azeri:  Ağstafaçay; em russo:  Акстафа, Akstafa) é um rio que corre pela Armênia e pelo Azerbaijão, um afluente do Rio Cura.